# Servicio Penitenciario Federal
Il Servicio Penitenciario Federal (Servizio penitenziario federale, SPF) è un'agenzia federale argentina responsabile dell'amministrazione del sistema penitenziario nazionale.
L'SPF, creato nel 1933 per mezzo della legge n. 11833 "Sull'organizzazione carceraria e il regime penale", dipende dal Ministero della sicurezza. L'unificazione giuridica del sistema penitenziario avvenne con il decreto legge n. 412 del 14 gennaio 1958 e ratificato il 23 ottobre dello stesso anno.